# Raymond James Boland
Raymond James Boland (* 8. Februar 1932 in Tipperary, Irland; † 27. Februar 2014 in Cork, Irland) war ein irisch-US-amerikanischer römisch-katholischer Bischof von Birmingham (1988–1993) und Kansas City-Saint Joseph (1993–2005).

## Leben
Raymond Boland, ältester von vier Brüdern, besuchte eine Schule der Christian Brothers in Cork im Süden Irlands. Nach seiner Ausbildung am All Hallows College in Drumcondra (Dublin) war er als Missionar tätig; parallel studierte er Theologie am University College Dublin. Er empfing am 16. Juni 1957 die Priesterweihe für das Erzbistum Washington (USA). Er war für James Aloysius Kardinal Hickey tätig, später Pfarrer in St. Hugh in Greenbelt, St. Michael und St. Camillus, beide in Silver Spring. Im Erzbistum war er Assistenzdirektor für die Jugendabteilung (1960–1975), Diözesansekretär für die katholische Bildung (1975–1981), Delegierter für die Kommunikation, Kanzler, Moderator der Kurie und Generalvikar. Zwei Wahlperioden war er Vorsitzender des Priesterrates im Erzbistum Washington. 1979 war er Koordinator des Besuches von Papst Johannes Paul II. bei Präsident Jimmy Carter in Washington.
Er wurde von Papst Paul VI. zum Päpstlichen Ehrenkaplan (1973) und zum Päpstlichen Ehrenprälat ernannt. 
Papst Johannes Paul II. ernannte ihn am 2. Februar 1988 zum Bischof von Birmingham. Die Bischofsweihe spendete ihm der Erzbischof von Mobile, Oscar Hugh Lipscomb, am 25. März 1988; Mitkonsekratoren waren James Aloysius Kardinal Hickey, Erzbischof von Washington, und Eugene Antonio Marino SSJ, Weihbischof in Washington.
Am 22. Juni 1993 wurde er durch Johannes Paul II. zum Bischof von Kansas City-Saint Joseph ernannt und am 9. September 1993 in das Amt eingeführt. Am 24. Mai 2005 nahm Papst Benedikt XVI. seinen vorzeitigen Rücktritt aus gesundheitlichen Gründen an; er starb in seiner irischen Heimat an den Folgen einer Krebserkrankung. 
Er hatte verschiedene Ämter in der Bischofskonferenz der Vereinigten Staaten inne, darunter Vorsitzender der Kommission für die Kommunikation. Er engagierte sich u. a. für Serra International und die Kolumbusritter.
1986 wurde er in den Ritterorden vom Heiligen Grab zu Jerusalem investiert. Er war seit 1994 Konventualkaplan des Souveränen Malteserordens. 2010 wurde er für sein langjähriges Engagement für den Malteserorden mit dessen Großkreuz „pro piis meritis“ ausgezeichnet.
Er wurde von der John Carroll Society ausgezeichnet. Er wurde mit Ehrendoktorwürden der Rockhurst University und der Avila University geehrt. 2005 erhielt er den Bishop John England Award der Catholic Press Association of the United States and Canada.
Er war der ältere Bruder von John Kevin Boland, Altbischof des Bistums Savannah (Georgia).